# IP Водолея
IP Водолея (лат. IP Aquarii), HD 198240 — одиночная переменная звезда в созвездии Водолея на расстоянии приблизительно 1577 световых лет (около 483 парсеков) от Солнца. Видимая звёздная величина звезды — от +7,86m до +7,7m.

## Характеристики
IP Водолея — красный гигант, пульсирующая медленная неправильная переменная звезда (LB) спектрального класса M0 или M4III. Эффективная температура — около 3674 К.